# Флаг городского округа Солнечногорск
Флаг городского округа Солнечногорск Московской области Российской Федерации — опознавательно-правовой знак, служащий официальным символом муниципального образования.
Первоначально данный флаг был утверждён 23 августа 2002 года (как флаг муниципального образования «Солнечногорский район» Московской области) и внесён в Государственный геральдический регистр Российской Федерации с присвоением регистрационного номера 1173.
5 июня 2012 года Совет депутатов принял решение считать флаг муниципального образования «Солнечногорский район» Московской области, описание которого утверждено решением Совета депутатов муниципального образования «Солнечногорский район» Московской области от 23.08.2002 г. № 203/33 «О флаге муниципального образования „Солнечногорский район“ Московской области», официальным символом Солнечногорского муниципального района Московской области, оставив при этом без изменений описание и рисунки флага.
Законом Московской области от 28 декабря 2018 года № 246/2018−ОЗ все муниципальные образования Солнечногорского муниципального районам были преобразованы в городской округ Солнечногорск.
Решением Совета депутатов городского округа Солнечногорск от 17 апреля 2019 года № 9/1, флаг Солнечногорского муниципального района Московской области было принято считать официальным символом городского округа Солнечногорск Московской области.

## Описание
Описание флага, утверждённое 23 августа 2002 года, гласило:
«Флаг муниципального образования „Солнечногорский район“ Московской области представляет собой голубое полотнище с клинообразным жёлтым поясом по центру. Вверху жёлтое сияющее солнце. Внизу стоящие три жёлтых дерева. Отношение длины полотнища к ширине 3:2».
Описание флага, утверждённое 5 июня 2012 года, гласит:
«Флаг представляет собой голубое полотнище с клинообразным жёлтым поясом по центру. Вверху жёлтое сияющее солнце. Внизу стоящие три жёлтых дерева. Отношение длины к ширине 3:2».

## Обоснование символики
Солнечногорский муниципальный район своё название получил от названия административного центра района городского поселения Солнечногорск. Территория района располагается в живописнейшем месте Подмосковья. Название «Солнечная Гора», а затем «Солнечногорск» получило село Гомзино, впоследствии ставшее городом. Располагалось село Гомзино на пути следования из Санкт-Петербурга в Москву. По преданию, Екатерина Великая, подъезжая рано утром в 1767 году к селению, увидела, как из-за горы встаёт солнце, и пораженная открывшейся красоте, воскликнула: «Боже, какая солнечная гора!».
Солнце и клинообразный пояс в виде горы указывает на название города и района — Солнечногорск, Солнечногорский. Являясь источником тепла, мира и согласия, солнце изливает на землю поток жизненных сил, а на людей свою благодать.
Жёлтый цвет (золото) — символ прочности, величия интеллекта, великодушия.
Голубой цвет полотнища символизирует озеро Сенеж, расположенное на территории района и города.
Голубой цвет (лазурь) — символ возвышенных устремлений, мышления, искренности и добродетели.
Жёлтые (золото) деревья отражают красоту и богатство природы и земли Солнечногорского района.